# Acid1
Acid1, originalmente llamado Box Acid Test, es una página de prueba para los navegadores web. Se desarrolló en octubre de 1998 y fue importante para establecer una base de referencia para la interoperabilidad de los primeros navegadores web, especialmente para las especificaciones Cascading Style Sheets 1.0.
Al igual que con las pruebas de ácido de oro, que producen una rápida y evidente de evaluación de la calidad de una pieza de metal, la web de las pruebas de ácido fue diseñadas para producir una indicación clara del cumplimento de las normas de un navegador web.

## Historia
Los tests de Acid1 ponen a prueba muchas características en una sola página a fin de ser comparada contra una imagen de referencia. Actualmente casi todos los navegadores pasan la prueba. Acid1 fue desarrollado por Todd Fahrner, que se vio frustrado por la falta de pruebas rigurosas para mejorar la interoperabilidad del navegador. Tras examinar las pruebas desarrolladas por Braden McDaniel versiones de referencia que se utiliza para aclarar el resultado, Fahrner desarrollado un test que dio lugar a un peculiar aspecto gráfico. En 1999, la prueba se incorporó al conjunto de pruebas CSS1. El texto utilizado en Acid1 es una alusión al poema de T. S. Eliot "The Hollow Men". Acid1 se incluye como un Easter egg, accesible por escribir "'about:tasman', en Internet Explorer para Mac con el texto sustituido por los nombres de los desarrolladores.
Acid1 ha servido de ejemplo para Acid2 y Acid3.